# Me, Myself and Us
Albums de Pascale Picard Band
A Letter to No One
(2011)
Me, Myself and Us est le premier album du groupe Pascale Picard Band, sorti en avril 2007. Il est réalisé par les frères Grand.

## Réception
Me, Myself and Us reçoit une certification platine, soit la vente de 100 000 copies d'avril à novembre 2007.
Il est également sélectionné dans la catégorie Album de l'année - anglophone lors de l'édition 2007 du gala de l'ADISQ.
En 2008, il est en nomination pour un prix Juno dans la catégorie Artiste de l'année.

## Liste des titres
1. Thinking of It - 3:36
2. Gate 22 - 4:14
3. Smilin'!! - 4:15
4. Uncounscious Liars - 4:33
5. That Is the Matter - 3:28
6. Annoying - 4:34
7. Let's Have a Drink - 3:00
8. Sorry - 4:35
9. A While - 3:52
10. When at the End of the Road - 3:52
11. Useless - 4:31
12. Half Asleep - 4:49